# One Size Fits All (Pink Cream 69)
One Size Fits All è il secondo album in studio del gruppo musicale tedesco Pink Cream 69, pubblicato nel 1991.

## Tracce
1. Livin' My Life for You – 4:00 (testo: Andi Deris – musica: Deris)
2. Talk to the Moon – 4:43 (testo: Deris – musica: Deris, Alfred Koffler)
3. Hell's Gone Crazy – 4:29 (testo: Deris – musica: Deris)
4. Do You Like It Like That – 4:04 (testo: Deris – musica: Deris, Dennis Ward)
5. Ballerina – 3:38 (testo: Deris – musica: Deris)
6. Signs of Danger – 3:58 (testo: Deris – musica: Deris, Koffler)
7. Walkin' Out to Heaven – 4:16 (testo: Deris, Ward – musica: Deris, Koffler, Ward)
8. Stray Kid – 3:58 (testo: Deris – musica: Deris)
9. Piggy Back Bitch – 3:39 (testo: Deris, Ward – musica: Ward)
10. Where the Eagle Learns to Fly – 4:33 (testo: Deris – musica: Deris)

- Traccia Bonus - CD

1. We Taught the Children – 3:57 (testo: Deris – musica: Deris)

## Formazione
- Andi Deris - voce
- Alfred Koffler - chitarra
- Dennis Ward - basso
- Kosta Zafiriou - batteria